# Poitevinite
La poitevinite è un minerale.